# 如美镇
如美镇，是中华人民共和国西藏自治区昌都市芒康县下辖的一个乡镇级行政单位。

## 行政区划
如美镇下辖以下地区：
拉乌村、如美村、达日村、卡均村和竹卡村，镇政府驻竹卡村。